# Dol pri Šmarju
Dol pri Šmarju – wieś w Słowenii, w gminie Šmarje pri Jelšah. W 2018 roku liczyła 78 mieszkańców.